# Beleg van Utrecht (1483)
Het Beleg van Utrecht vond plaats van 23 juni tot 3 september 1483 tijdens de Hoekse en Kabeljauwse twisten. Het was een strijd tussen twee bisschoppen David van Bourgondië en Engelbrecht van Kleef over wie het sticht Utrecht zou gaan besturen. Het was de laatste confrontatie in de Stichtse Oorlog, waarna op 3 september 1483 een vredesverdag werd getekend.

## Achtergrond
Op 24 december 1481 werd Engelbrecht van Kleef met luid gejuich in Utrecht ontvangen. Hij installeerde zich in het bisschoppelijk paleis en vervolgens in de Domkerk. Hij liet zich uitroepen tot Engelbrecht, broeder te Cleve en ter Mark, Ruwaart en Beschermer des Lands van Utrecht. Op 1 januari 1482 kwam de zittend bisschop David van Bourgondië voor de Utrechtse Catharijnepoort en hem werd kenbaar gemaakt dat hij niet meer als heer erkend werd. Tot 21 februari 1482 verbleef David met zijn leger voor de poort, maar na enkele stadsuitbraken blies hij de terugtocht naar zijn verblijf bij Wijk bij Duurstede.
Op 21 april 1483 verscheen David van Bourgondië met een legertje van 300 soldaten en 35 ruiters opnieuw voor de stad. Hij maakte zich meester van de stad doordat hij uiteindelijk door aan hem trouwgebleven geestelijken werd binnengelaten. Engelbrecht van Kleef was op dat moment bezig met het brandschatten van onder andere Wageningen en Rhenen. Op 3 mei van 1483 viel een aanhanger van Engelbrecht, Hendrik van Zuylen van Nijevelt, de stad op een onbewaakt ogenblik binnen. Hij verjoeg de medestanders van de bisschop, en David van Bourgondië werd zelf -- zwaar vernederd -- naakt op een mestkar gebonden naar Amersfoort op weg gestuurd. De stad kwam zo dus weer in handen van Engelbrecht van Kleef.

## Beleg
In juli 1483 sloeg Maximiliaan van Oostenrijk met een leger van 12.000 soldaten en 200 ruiters het beleg voor Utrecht. Hij liet de stad zwaar onder vuur nemen met Bengaals vuur, katapulten en ander geschut van uiteenlopend kaliber; het vuur werd geconcentreerd rond de Wittevrouwenpoort, waar al snel een bres in het vestingwerk werd geslagen. Jan III van Montfoort liet de onderhandelaars de witte vlag wapperen en samen met Zoudenbalch (burgemeester van Utrecht) en Engelbrecht van Kleef mocht hij bij Maximiliaan op audiëntie komen. De onderhandelingen leken te vlotten, maar Van Montfoort wilde eerst de burgerij inlichten voordat ze tot een akkoord zouden leiden. Nadat Van Montfoort echter in de stad teruggekeerd was vochten Maximiliaans soldaten zich door de bres bij de Wittevrouwenpoort naar binnen zonder dat Maximiliaan daar bevel toe gegeven had. De Utrechtse bezetters wisten de aanval af te slaan en de bres te dichten.
Ondertussen werden Van Kleef en Zoudenbalch gevangengenomen en overgebracht naar Gouda, en werd het beleg voortgezet. Op 5 augustus verloor Maximiliaan weliswaar zijn bevelvoerder Joost van Lalaing -- die bij de Weerdpoort door een kogel werd getroffen en in het harnas stierf -- maar dit kon Utrecht niet redden. Maximiliaan nam Utrecht in de navolgende dagen dusdanig zwaar onder vuur dat de burgers zich tot Van Montfoort keerden en hem smeekten opnieuw met Maximiliaan in onderhandeling te gaan.

## Nasleep
Op 31 augustus werd noodgedwongen tot volledige capitulatie overgegaan en op 3 september 1483 werd een vredesverdrag ondertekend (volgens sommige bronnen 7 september). Een kopie van dit verdrag is te vinden in Hs. 685, een handschrift dat zich in de Universiteitsbibliotheek Utrecht bevindt. Frederik van Egmont, heer van IJsselstein, werd tot nieuwe stadhouder uitgeroepen in de plaats van de gesneuvelde Joost van Lalaing. Na de overgave trok Maximiliaan naar Amersfoort om David van Bourgondië te bevrijden en in ere te herstellen als bisschop van Utrecht. Engelbrecht van Kleef werd in 1484 in Gouda vrijgelaten en keerde terug naar zijn stad Kleef. Hij zou later door middel van een huwelijk graaf van Nevers worden.